# Trinley Thaye Dorje
Trinley Thaye Dorje (Lhasa, 6 mei 1983) wordt over het algemeen beschouwd als de 17e gyalwa karmapa, hoofd van de kagyü, een van de vier belangrijkste scholen van het Tibetaans boeddhisme.

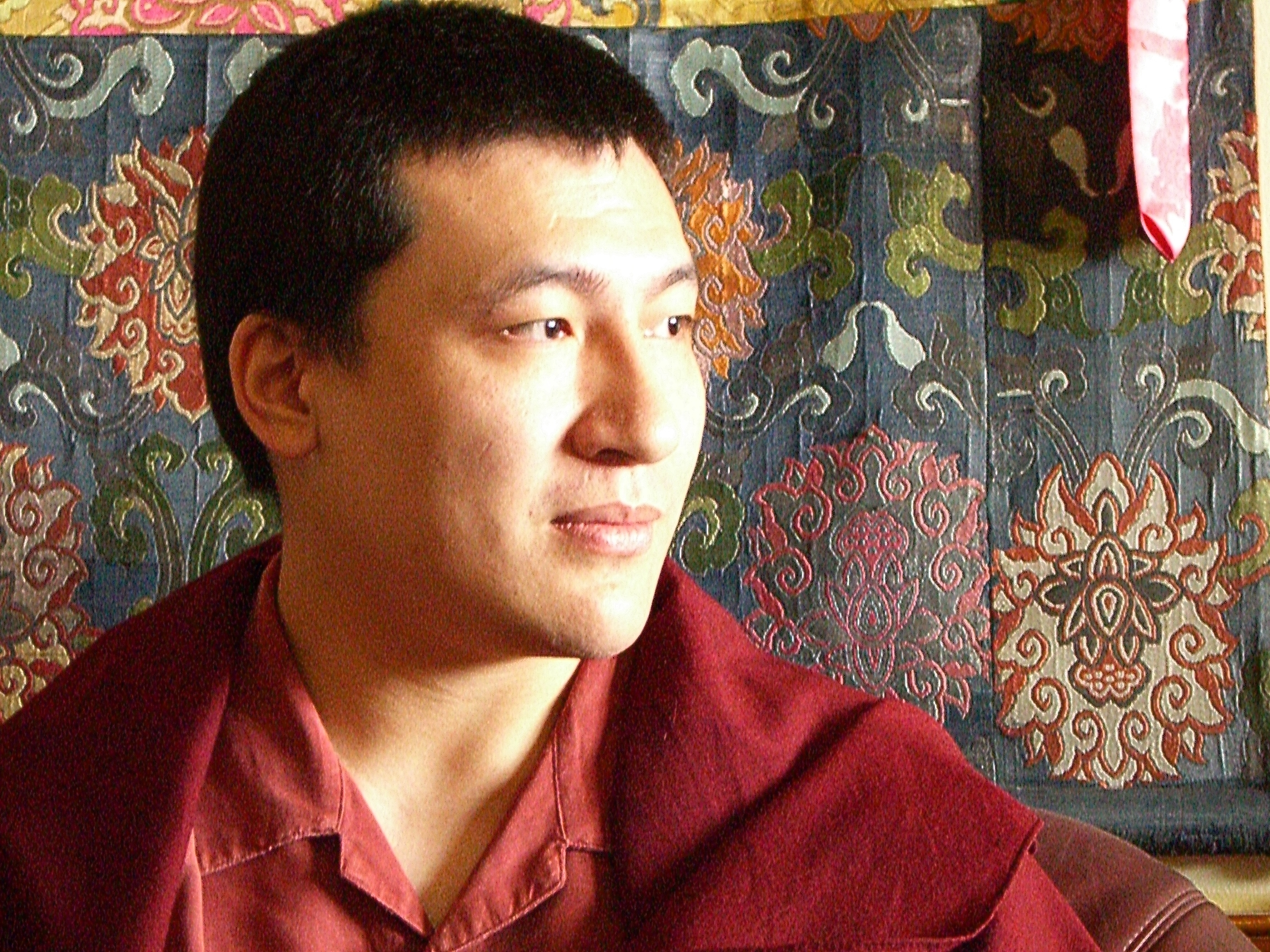
Trinley Thaye Dorje

Zijn vader Mipham Rinpoche was een abt van 13 nyingmakloosters in Kham en de familie verhuisde spoedig daarna naar Lhasa. Hij zei vanaf 18 maanden dat hij karmapa was en werd juli 1988 bezocht door de veertiende shamarpa Mipam Chökyi Lodrö, die bij terugkeer in India Thaye Dorje aanwees als 17e karmapa. Tai Situpa en dalai lama Tenzin Gyatso hebben Orgyen Trinley Dorje aangewezen als kandidaat (Zie: karmapa-controverse).
Omdat het niet mogelijk was een goede boeddhistische opleiding te volgen in Tibet, ontsnapte de familie in maart 1994 naar Nepal en vervolgens naar India. Hij werd vervolgens formeel gekroond door Shamar Rinpoche. In november 1996 werd hij als monnik ingewijd en begon de traditionele opleiding, met de uitzondering dat Engels en de moderne westerse wereld (zoals computers en internet) een essentieel onderdeel van het programma is geworden. Hij heeft al lesgegeven in Europa, maar de opleiding is nog niet afgerond. Sinds december 2004 is hij Vajraacharya, tantrisch meester. Trinley Thaye Dorje woont tegenwoordig in Kalimpong, India.